# دلار برونئی
دلار برونئی (به انگلیسی: Brunei dollar) یکای پول رایج کشور برونئی از سال ۱۹۶۷ تاکنون است. این یکای پول در برونئی و سنگاپور کاربرد دارد.